# Estádio da Gávea
Het Estádio da Gávea, officieel het Estadio José Bastos Padilha genaamd, is een stadion in Lagoa, een wijk van Rio de Janeiro. Het is de thuisbasis van de Braziliaanse voetbalclub CR Flamengo, die in de Campeonato Brasileiro Série A uitkomt. Het stadion werd op 4 september 1938 geopend en is vernoemd naar clubvoorzitter José Bastos Padilha. Op de dag van de opening werd ook de eerste wedstrijd gespeeld: Flamengo verloor met 2-0 van stadsgenoot CR Vasco da Gama. Het werd in 2000 gerenoveerd en heeft een capaciteit van ongeveer vijfduizend man.
Sinds 1997 worden er geen officiële wedstrijden meer gespeeld. Flamengo speelt zijn thuiswedstrijden meestal in het Maracanã en gebruikt het Gávea-stadion slechts als trainingsaccommodatie. Tijdens het wereldkampioenschap voetbal 2014 gebruikt het Nederlands elftal, dat in de naastgelegen wijk Ipanema verblijft, het Estádio da Gávea voor trainingen. Oranje trainde er ook in 2011 voor een oefenwedstrijd tegen Brazilië.